# Lucius Domitius Gallicanus Papinianus
Lucius Domitius Gallicanus Papinianus war ein im 2. und 3. Jahrhundert n. Chr. lebender Angehöriger des römischen Senatorenstandes.
Durch eine unvollständig erhaltene Inschrift, die bei Vina in der Provinz Africa proconsularis gefunden wurde, sind zwei Stationen aus den Anfängen der Laufbahn von Gallicanus bekannt. Er war zunächst Praetor und übernahm danach als Praefectus die Leitung des Aerarium Saturni. Möglicherweise war er danach noch iuridicus in Italien.
Durch eine zweite Inschrift, die in Tarraco gefunden wurde, sind einzelne Stationen seiner daran anschließenden Laufbahn bekannt. Gallicanus wurde in einem unbestimmten Jahr Suffektkonsul. Danach war er Statthalter (Legatus Augusti pro praetore) der folgenden Provinzen (vermutlich in dieser Reihenfolge): Dalmatia, Hispania citerior und Germania inferior. Er ist als Statthalter in Dalmatia durch eine dritte, unvollständig erhaltene Inschrift nachgewiesen, die in Senia gefunden wurde. Möglicherweise sind ihm noch zwei weitere, unvollständig erhaltene Inschriften zuzuordnen, die in Germania inferior gefunden wurden.
Er ist vermutlich mit dem Gallicanus identisch, der an zwei Stellen in der Historia Augusta und an einer Stelle bei Herodian erwähnt wird. Nach diesen Quellen hätte Gallicanus, der gerade erst Konsul geworden war, zusammen mit dem Praetor Maecenas im Jahr 238 zwei Soldaten der Prätorianergarde getötet, die das Senatsgebäude betreten hatten und danach die Volksmenge aufgehetzt.
Gallicanus stammte aus Vina (in der Nähe von Karthago). Die Inschrift aus Tarraco wurde ihm zu Ehren von einem seiner Klienten, Aurelius Iulianus, errichtet, vermutlich anlässlich seiner Ernennung zum Statthalter in Germania inferior.

## Datierung
Mireille Corbier datiert die einzelnen Stationen seiner Laufbahn wie folgt: Praefectus des Aerarium Saturni während der Regierungszeit von Severus Alexander (222–235), Suffektkonsul kurz vor 238 und Statthalter während der Regierungszeiten von Gordian III. (238–244) und von Philippus Arabs (244–249).
Die Inschrift aus Senia wird bei der EDCS und bei der EDH auf 239/250 datiert.